# Administrativna jedinica
Administrativna jedinica, upravna jedinica ili subnacionalna jedinica je izraz koji u političkoj geografiji označava manji dio neke suverene države ili niže administrativne jedinice uspostavljen u svrhu olakšavanja poslova državne uprave, a koji u političkom smislu i pravnom smislu predstavlja cjelinu s točno određenom teritorijalnom nadležnošću. Ovisno o državnom uređenju i zakonima neke države postoje brojne vrste subnacionalnih jedinica s različitim razinama ovlasti i/li autonomije u odnosu na državnu (centralnu) vlast. Najjednostavniji primjer bi pružila država svoje glavne (makro) regije dijeli na provincije, niže ili (mikro) regije na okruge unutar provincije, te konačno općine kao najniže administrativne jedinice, koje osim državnih poslova također obavljaju i poslove lokalne uprave.
Pod administrativnim jedinicama se ponekad mogu podrazumijevati i "konstitutivni" dijelovi nekih država, pogotovo složenih, što ponekad može izazvati nedoumice da li je riječ o administrativnoj jedinici ili državno-pravnom subjektu sui generis. U takvim slučajevima se za njih, kao što je slučaj s Bosnom i Hercegovinom, koristi se izraz entitet.